# 罗文县
罗文县是柬埔寨柏威夏省下辖的一个县。
据1998年人口普查，此县共有26,552人。